# 米岡規雄
米岡 規雄（よねおか のりお、明治4年2月5日（1871年3月25日） - 没年不詳）は、日本の弁護士。旅順市長。

## 経歴
鳥取県鳥取市に谷口卯三郎の二男として生まれ、米岡勘十郎の養子となった。鳥取中学校を卒業し、1892年（明治25年）より鳥取県属、西伯郡書記となり、さらに鳥取県内務部、大蔵省専売局、大蔵省主税局に勤務した。1901年（明治34年）、和仏法律学校（現在の法政大学）を卒業。1903年（明治36年）、弁護士試験に合格した。1906年（明治39年）、関東州民政署属となり、旅順民政署財務課長を務めた。翌年に退官した後は、旅順で弁護士事務所を開き、さらに大連市にも事務所を設けた。旅順市会議員に選ばれ、1932年（昭和7年）には同市会議長に就任した。
1933年（昭和8年）、旅順市長に選任された。
その他、旅順殖産株式会社社長、満洲産業株式会社取締役、満洲麦酒株式会社取締役、満洲澱粉株式会社取締役、内外商事株式会社取締役、満洲醤油株式会社取締役などを務めた。